# Cachito de mi corazón
Cachito de mi corazón es una telenovela original mexicana transmitida por TV Azteca en 2008, producida por Melling Ley y Genoveva Martínez y protagonizada por Chucho Reyes, Amaranta Ruiz, Víctor Civeira, Ángela Fuste y Alejandra Ley.
Su primera temporada contó con 40 episodios. Se tenía planeado una segunda temporada pero hasta el momento no ha habido confirmación de producirla.

## Sinopsis
Las anécdotas de una pareja, cada uno abrumada por la soledad. Nadia, una voluptuosa y alta mujer, se encuentra en la búsqueda de su príncipe azul mientras enfrenta la vida real trabajando en una compañía de perfumes que se venden por teléfono. El director de la empresa, Apolonio vive en una mansión, acomplejado por su estatura. Ellos quedarán flechados desde su primer encuentro en un elevador descompuesto, con lo que se demostrará que el tamaño no importa cuando el sentimiento es verdadero.

## Personajes
- Chucho Reyes - Apolonio Segundo Cacho de la Rivera ¨Don Cacho¨
- Amaranta Ruiz - Nadia
- Víctor Civeira - ¨El Gallo¨
- Ángela Fuste - Anita
- Alejandra Ley - Dulce
- Simone Victoria - Macarena
- Josefo - Federico "Jaime"
- Laura Luz - Agustina
- Ricardo "Raki" Ríos - ¨Chambitas¨
- Cynthia Hernández - Apolina
- Lambda García - William